# اومورا ۱۵۴۶۹
سیارک ۱۵۴۶۹ (به انگلیسی: 15469 Ohmura، نامگذاری:1999BC) پانزده هزار و چهارصد و شصت و نهمین سیارک کشف شده‌است که در ۱۶ ژانویه ۱۹۹۹ کشف شد.